# Laura Orsini
Laura Orsini, född 30 november 1492 i Rom, död 1530 i Rom, var en italiensk adelskvinna. Hon var utomäktenskaplig dotter till påven Alexander VI (påven 1492–1503) och Giulia Farnese.